# Terrence Ross
Terrence James Elijah Ross (Portland, 5 de fevereiro de 1991) é um ex-jogador norte-americano de basquete profissional.
Ele jogou basquete universitário pela Universidade de Washington e foi selecionado pelo Toronto Raptors como a 8º escolha geral no Draft da NBA de 2012.
Como novato, Ross foi coroado campeão do Slam Dunk Contest de 2013. Em janeiro de 2014, ele se tornou o primeiro jogador na história da NBA a marcar 50 ou mais pontos em um jogo enquanto tinha média de menos de 10 pontos por jogo na época. Em fevereiro de 2017, ele foi trocado para o Orlando Magic. Ele se juntou ao Phoenix Suns em fevereiro de 2023 após chegar a um acordo de rescisão contratual com o Magic.

## Carreira no ensino médio
Em seus dois primeiros anos, Ross estudou na Jefferson High School em Portland, Oregon, onde ganhou o Jogador do Ano de Oregon 5A, depois de levar Jefferson ao primeiro de três títulos estaduais consecutivos.
Em seu terceiro ano, ele estudou na Montrose Christian School em Rockville, Maryland, onde teve média de 13,5 pontos. No meio de seu último ano, Ross retornou ao Jefferson High School, mas não pôde jogar basquete devido às regras de transferências.
Em 30 de abril de 2010, Ross assinou uma Carta Nacional de Intenção para jogar basquete universitário pela Universidade de Washington.
Considerado um recruta de quatro estrelas pela ESPN.com, Ross foi listado como o 5º melhor Ala e o 30º melhor jogador do país em 2010.

## Carreira universitária

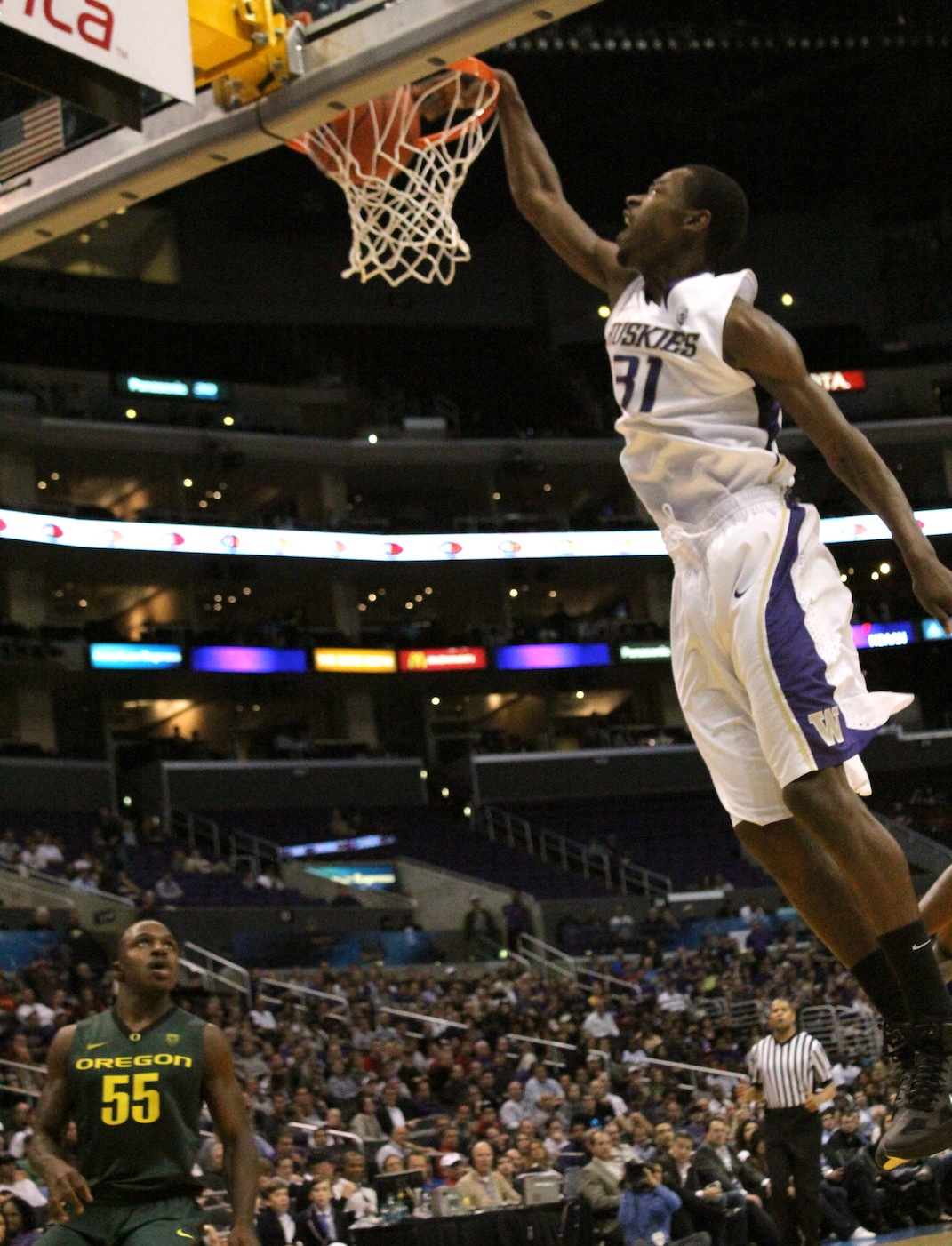
Ross fazendo uma enterrada em Washington

Em sua temporada de calouro, Ross foi eleito para a Primeira-Equipe de Novatos da Pac-10 depois de ter médias de 8.0 pontos, 2.8 rebotes e 1.0 assistências em 34 jogos. Ele também foi nomeado para a Equipe Ideal do Torneio da Pac-10 depois de ter médias de 15,3 pontos e 2,7 rebotes no Torneio da Pac-10 de 2011.
Em sua segunda temporada, Ross foi eleito para a Primeira-Equipe da Pac-12 após ter médias de 16,4 pontos, 6,4 rebotes, 1,4 assistências e 1,3 roubos em 35 jogos. Ele ajudou Washington a chegar às semifinais do National Invitation Tournament de 2012 com médias de 25,0 pontos e 5,5 rebotes.
Em 1º de abril de 2012, Ross se declarou para o draft da NBA de 2012, esquecendo seus dois últimos anos de elegibilidade universitária.

## Carreira profissional

### Toronto Raptors (2012–2017)

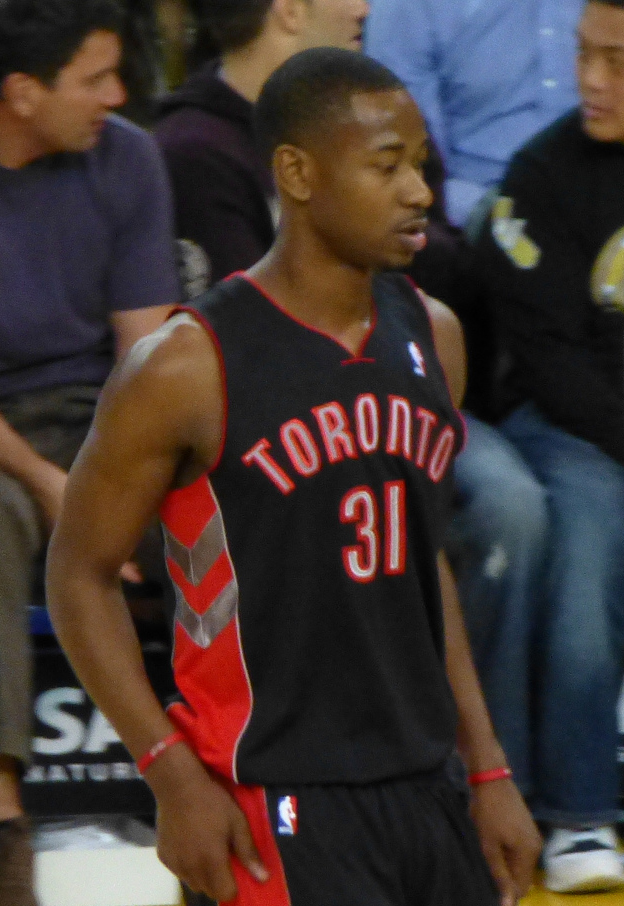
Ross com os Raptors em 2013.

Em 28 de junho de 2012, Ross foi selecionado pelo Toronto Raptors como a oitava escolha geral no draft da NBA de 2012. Em 10 de julho de 2012, ele assinou um contrato de 2 anos e US$5.2 milhões com os Raptors.
Em 2 de janeiro de 2013, Ross marcou 26 pontos na vitória por 102-79 sobre o Portland Trail Blazers. Em 16 de fevereiro de 2013, Ross derrotou Jeremy Evans no Slam Dunk Contest de 2013, recebendo 58% dos votos dos fãs em todo o mundo na rodada final.
Em 24 de outubro de 2013, os Raptors exerceram sua opção de renovação no contrato de novato de Ross, estendendo o contrato até a temporada de 2014-15.
Em 25 de janeiro de 2014, Ross marcou 51 pontos na vitória por 126-118 para o Los Angeles Clippers. Ele empatou o recorde da franquia de mais pontos em um jogo definido por Vince Carter em 27 de fevereiro de 2000. Ross entrou no jogo com média de 9,3 pontos, tornando-o o primeiro jogador na história da NBA a ter um jogo de 50 pontos com uma média inferior a 10 pontos.
Em 13 de outubro de 2014, os Raptors exerceram sua opção de renovação no contrato de novato de Ross, estendendo o contrato até a temporada de 2015-16. 
Em 2 de novembro de 2015, Ross assinou uma prorrogação de contrato de três anos e US$ 33 milhões com os Raptors. Ross teve média de apenas 6,3 pontos em 17,5 minutos nos primeiros sete jogos da temporada de 2015-16, sendo reserva em todos os sete. Ele então perdeu seis jogos com uma lesão no polegar esquerdo antes de voltar à ação em 20 de novembro, marcando oito pontos na vitória por 102-91 sobre o Los Angeles Lakers. Ele fez sua primeira partida como titular na temporada em 7 de dezembro, também contra os Lakers, marcando 22 pontos no lugar do lesionado DeMarre Carroll.
Em 28 de fevereiro de 2016, ele marcou 27 pontos em uma derrota por 114-101 para o Detroit Pistons. Em 30 de março, ele marcou 13 pontos na vitória por 105-97 sobre o Atlanta Hawks, ajudando os Raptors a registrar uma temporada de 50 vitórias pela primeira vez na história da franquia. No último jogo da temporada regular dos Raptors, Ross registrou seu primeiro duplo-duplo da temporada com 24 pontos e 10 rebotes na vitória por 103-96 sobre o Brooklyn Nets.

Os Raptors terminaram a temporada regular como a segunda melhor campanha na Conferência Leste com um recorde de 56-26. Depois de derrotar o Indiana Pacers por 4-3 na primeira rodada dos playoffs, os Raptors avançaram para a segunda rodada pela primeira vez desde 2001. No Jogo 1 das semifinais da conferência contra o Miami Heat, Ross marcou 19 pontos em uma derrota por 102-96.

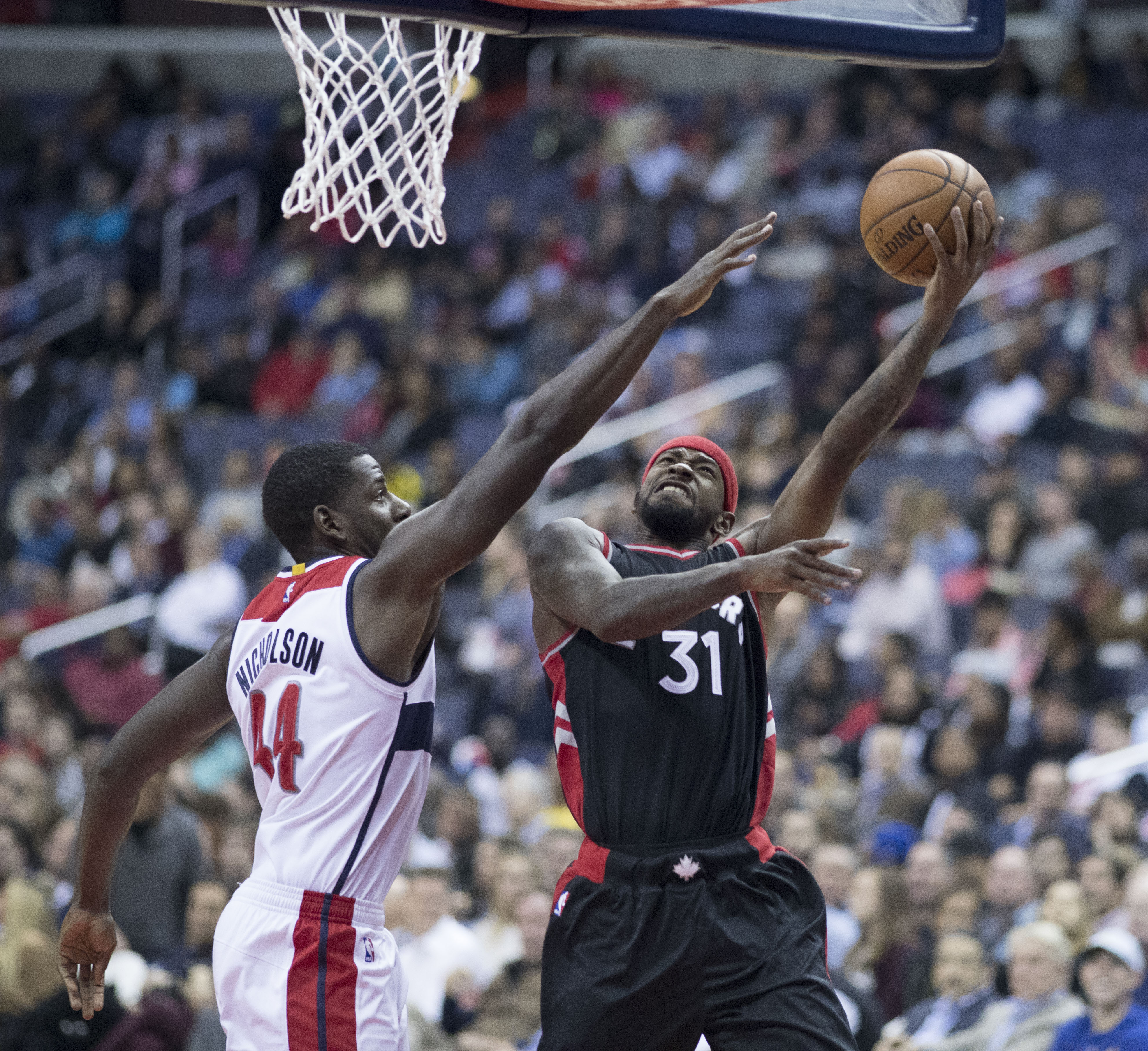
Ross tentando uma bandeja contra o Washington Wizards em novembro de 2016

Em 28 de novembro de 2016, Ross marcou 22 pontos na vitória por 122-95 sobre o Philadelphia 76ers. Em 12 de dezembro, ele marcou 25 pontos na vitória por 122-100 sobre o Milwaukee Bucks.

### Orlando Magic (2017–Presente)
Em 14 de fevereiro de 2017, Ross foi negociado, junto com uma escolha da primeira rodada de 2017, para o Orlando Magic em troca de Serge Ibaka. Em 23 de fevereiro de 2017, ele fez sua estreia pelo Magic e marcou 13 pontos em uma derrota de 112-103 para o Portland Trail Blazers. Dois dias depois, ele marcou 24 pontos na vitória por 105-86 sobre o Atlanta Hawks. Em 8 de abril de 2017, ele marcou 29 pontos na derrota por 127-112 para o Indiana Pacers.

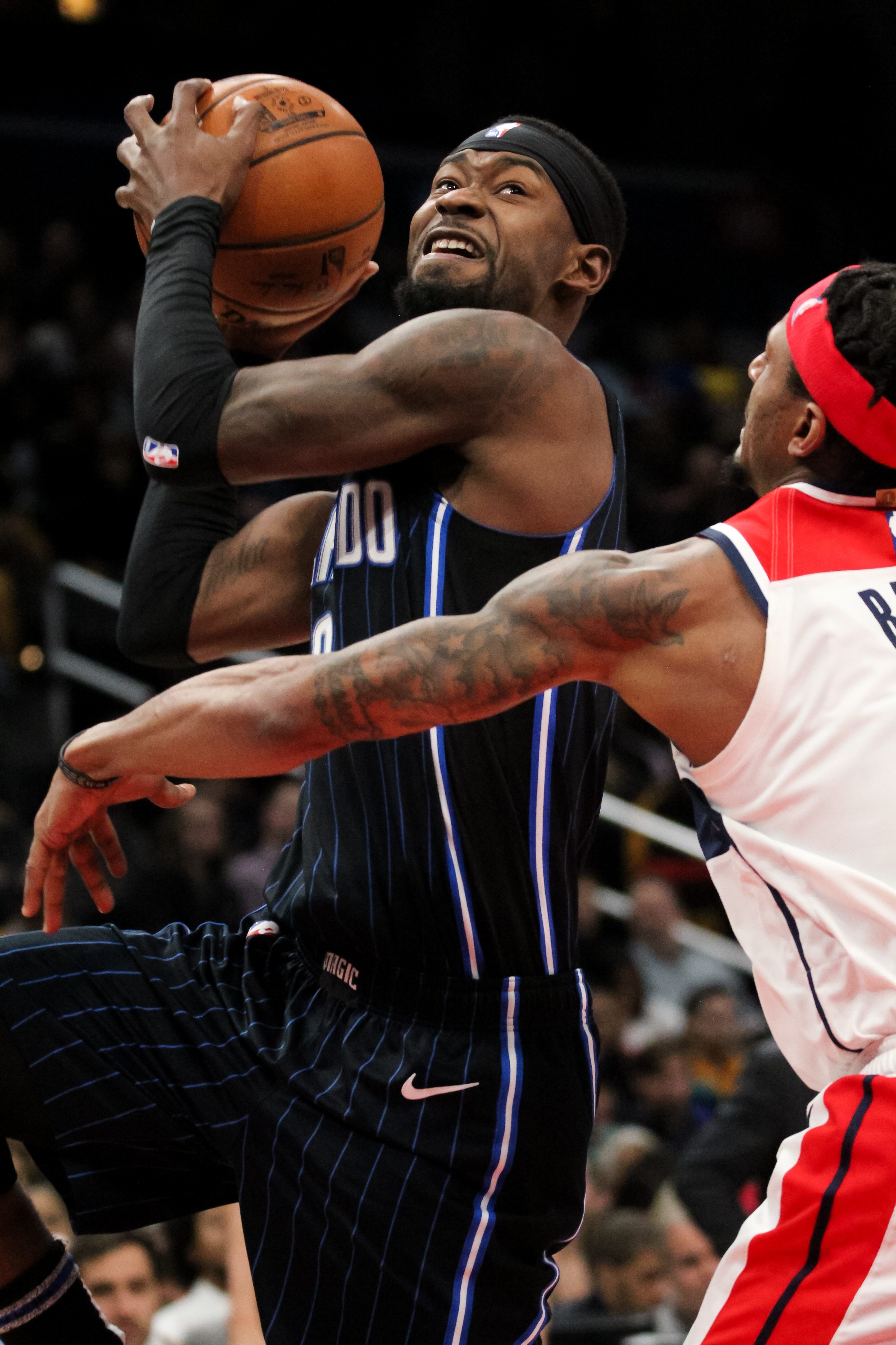
Ross em 2019 com o Magic

Em 22 de novembro de 2017, Ross marcou 22 pontos na derrota por 124-118 para o Minnesota Timberwolves. Em 30 de novembro de 2017, ele foi descartado indefinidamente após ser diagnosticado com uma torção no ligamento colateral medial direito e uma fratura no platô tibial direito. Ele voltou à ação em 8 de abril de 2018, depois de perder mais de quatro meses. Ele marcou três pontos em 10 minutos na derrota do Magic por 112-101 para os Raptors.
Em 7 de fevereiro de 2019, Ross marcou 32 pontos na vitória por 122-112 sobre os Timberwolves. Em 22 de março, ele marcou 31 pontos na vitória por 123-119 sobre o Memphis Grizzlies. Em 10 de abril, no último jogo da temporada regular do Magic, Ross marcou 35 pontos na vitória por 122-114 sobre o Charlotte Hornets.
Durante a temporada regular de 2018-19, Ross se tornou o primeiro jogador a marcar 200 cestas de três pontos sem iniciar um jogo durante a temporada.
Em 4 de março de 2020, na derrota por 116-113 para o Miami Heat, Ross marcou 35 pontos mas não registrava um único rebote, assistência, bloqueio ou roubo.
Em 11 de fevereiro de 2023, Ross e o Magic chegaram a um acordo de rescisão contratual.

### Phoenix Suns e aposentadoria (2023)
Em 15 de fevereiro de 2023, Ross assinou com o Phoenix Suns. Em 1º de dezembro, Ross anunciou sua aposentadoria da NBA.

## Estatísticas da carreira

### NBA

#### Temporada regular
| Ano      | Equipe   | PJ  | PT  | MPJ  | AP   | 3P   | LL   | RT  | AS  | BR  | TO | PPJ  |
| -------- | -------- | --- | --- | ---- | ---- | ---- | ---- | --- | --- | --- | -- | ---- |
| 2012–13  | Toronto  | 73  | 2   | 17.0 | .407 | .332 | .714 | 2.0 | .7  | .6  | .2 | 6.4  |
| 2013–14  | Toronto  | 81  | 62  | 26.7 | .423 | .395 | .837 | 3.1 | 1.0 | .8  | .3 | 10.9 |
| 2014–15  | Toronto  | 82  | 61  | 25.5 | .410 | .372 | .786 | 2.8 | 1.0 | .6  | .3 | 9.8  |
| 2015–16  | Toronto  | 73  | 7   | 23.9 | .431 | .386 | .790 | 2.5 | .8  | .7  | .3 | 9.9  |
| 2016–17  | Toronto  | 54  | 0   | 22.4 | .441 | .375 | .820 | 2.6 | .8  | 1.0 | .4 | 10.4 |
| 2016–17  | Orlando  | 24  | 24  | 31.2 | .431 | .341 | .852 | 2.8 | 1.8 | 1.4 | .5 | 12.5 |
| 2017–18  | Orlando  | 24  | 20  | 25.0 | .398 | .323 | .750 | 3.0 | 1.6 | 1.1 | .5 | 8.7  |
| 2018–19  | Orlando  | 81  | 0   | 26.5 | .428 | .383 | .875 | 3.5 | 1.7 | .9  | .4 | 15.1 |
| 2019–20  | Orlando  | 69  | 0   | 27.4 | .403 | .351 | .853 | 3.2 | 1.2 | 1.1 | .3 | 14.7 |
| 2020–21  | Orlando  | 46  | 2   | 29.3 | .412 | .337 | .870 | 3.4 | 2.3 | 1.0 | .5 | 15.6 |
| 2021–22  | Orlando  | 63  | 0   | 23.0 | .397 | .292 | .862 | 2.6 | 1.8 | .4  | .2 | 10.0 |
| 2022–23  | Orlando  | 42  | 9   | 22.5 | .431 | .381 | .750 | 2.0 | 1.3 | .6  | .2 | 8.0  |
| 2022–23  | Phoenix  | 21  | 0   | 18.4 | .428 | .347 | .857 | 3.3 | 2.0 | .5  | .1 | 9.0  |
| Carreira | Carreira | 733 | 187 | 24.5 | .418 | .355 | .816 | 2.8 | 1.3 | .8  | .3 | 10.8 |

#### Playoffs
| Ano      | Equipe   | PJ | PT | MPJ  | AP   | 3P   | LL   | RT  | AS  | BR  | TO  | PPJ  |
| -------- | -------- | -- | -- | ---- | ---- | ---- | ---- | --- | --- | --- | --- | ---- |
| 2014     | Toronto  | 7  | 7  | 22.6 | .298 | .167 | .600 | 2.0 | .3  | .9  | .4  | 5.0  |
| 2015     | Toronto  | 4  | 4  | 26.8 | .379 | .333 | .000 | 1.5 | 1.0 | .8  | 1.0 | 7.0  |
| 2016     | Toronto  | 20 | 0  | 16.8 | .387 | .328 | .650 | 1.6 | .6  | .7  | .3  | 6.3  |
| 2019     | Orlando  | 5  | 0  | 29.2 | .370 | .343 | .824 | 3.6 | 1.4 | 1.2 | .4  | 13.2 |
| 2020     | Orlando  | 5  | 0  | 27.0 | .469 | .333 | .857 | 4.4 | 1.0 | .8  | .2  | 16.4 |
| 2023     | Phoenix  | 6  | 0  | 11.5 | .296 | .273 | —    | 1.3 | .2  | .2  | .3  | 3.7  |
| Carreira | Carreira | 47 | 11 | 22.3 | .366 | .296 | .586 | 2.4 | .7  | .7  | .4  | 8.6  |

### Universitário
| Ano      | Equipe     | PJ | PT | MPJ  | AP   | 3P   | LL   | RT  | AS  | BR  | TO | PPJ  |
| -------- | ---------- | -- | -- | ---- | ---- | ---- | ---- | --- | --- | --- | -- | ---- |
| 2010–11  | Washington | 34 | 4  | 17.4 | .443 | .352 | .758 | 2.8 | 1.0 | .6  | .4 | 8.0  |
| 2011–12  | Washington | 35 | 35 | 31.1 | .457 | .371 | .766 | 6.4 | 1.4 | 1.3 | .9 | 16.4 |
| Carreira | Carreira   | 69 | 39 | 24.2 | .450 | .361 | .762 | 4.6 | 1.2 | .9  | .6 | 12.2 |

Fonte:

## Vida pessoal
Ross é filho de Terry Ross e Marcine Parker. Seu pai jogou na extinta Continental Basketball Association e ganhou o título do torneio de enterradas enquanto estava com o Tri-City Chinook em 1995. Sua irmã, Taelor, jogou basquete universitário pela Universidade de Seattle.

Ross é casado com Matijana, com quem tem dois filhos: Tristan e Zoey.